# Cyclocephala poncheli
Cyclocephala poncheli är en skalbaggsart som beskrevs av Roger Paul Dechambre och Duranton 2005. Cyclocephala poncheli ingår i släktet Cyclocephala och familjen Dynastidae. Inga underarter finns listade i Catalogue of Life.